# Oona et Salinger
Oona et Salinger est un roman biographique de Frédéric Beigbeder, paru aux éditions Grasset le 20 août 2014. Admiratif et passionné par J. D. Salinger, Beigbeder publie un roman retraçant la vie amoureuse de cet auteur culte avec Oona O'Neill.

## Résumé
Cette biographie romancée raconte l'histoire d'amour poignante entre Oona O'Neill, future madame Chaplin, et J. D. Salinger, auteur de L'Attrape-cœurs. 
L'histoire débute à New York en 1940 : Oona O'Neill, fille d'Eugene O'Neill (prix Nobel de littérature), y est accompagnée par deux filles de milliardaires et le jeune Truman Capote, chaperon de ces « it-girls ». 
Oona, jeune femme irrésistible et mystérieuse, fait la connaissance d'un certain Jerry Salinger, qui tombe instantanément amoureux de cette colombe blessée. Ils passent de nombreux moments ensemble, mais Oona se lasse rapidement de sa compagnie. Ils sont séparés très rapidement, Jerry étant appelé sous les drapeaux et Oona commençant une carrière d'actrice à Hollywood. Pleine de talent, elle séduit Charlie Chaplin, qu'elle épouse en 1943 à l'âge de 18 ans. Jerry Salinger devient fou de jalousie et d'amertume en apprenant la nouvelle.

## Réception critique
Les critiques de ce roman de Beigbeder, nombreuses et convergentes : certaine qualité de style ou d'écriture. 
Le débarquement et la découverte des camps de concentration sont très bien documentés, pendant qu'au même moment Oona profite du luxe que la vie d'une actrice hollywoodienne peut apporter. J. D. Salinger devient un personnage très attachant tandis que l'extravagante Oona est de plus en plus difficile à supporter. 
Frédéric Beigbeder livre une réflexion intéressante sur la différence d'âge dans les relations amoureuses. Oona voit en Chaplin la figure d'un père qu'elle n'a jamais eu, il lui offre tout ce qu'elle désire, il se dévoue entièrement à son bonheur.
Certaines critiques faites visent l'omniprésence narcissique de l'auteur dans le roman : Beigbeder présente en permanence ses propres fantasmes, jusqu'à approcher parfois le grossier. De plus, on peut décrypter la fin du roman comme un décalque de son propre mariage avec sa jeune épouse Lara.
- Annabelle Laurent, « On a lu ... "Oona et Salinger" de Frédéric Beigbeder », 20 minutes,‎ 27 août 2014 (lire en ligne)
- « L'idylle méconnue d'Oona O'Neill et Jerry Salinger », Gala,‎ 19 septembre 2014 septembre 2014 (lire en ligne)
- Nathalie Crom, « Frédéric Beigbeder : bonjour paresse », Télérama,‎ 15 septembre 2014 (lire en ligne)
- Jérôme Dupuis, « Oona, Salinger et Frédéric Beigbeder », L'Express,‎ 25 août 2014 (lire en ligne)
- Bruno Corty, « Oona & Salinger de Frédéric Beigbeder : Salinger amoureux », Le Figaro,‎ 21 août 2014 (lire en ligne)
- « "Oona & Salinger" de Frédéric Beigbeder : "L’histoire d’un chagrin originel" », sur francetvinfo.fr, 1er septembre 2014 (consulté le 9 novembre 2015)
- Laurent Raphaël, « Oona & Salinger: Frédéric Beigbeder ne se refait pas », sur Focus.be, 25 septembre 2014 (consulté le 9 novembre 2015)
- « "Oona et Salinger" : Beigbeder, un autre Bernard-Henri Lévy ? », sur atlantico.fr, 20 octobre 2014 (consulté le 11 novembre 2015)
- « Une rentrée historique, #5 : Salinger vu par Frédéric Beigbeder », sur nouvelobs.com, 4 septembre 2014 (consulté le 11 novembre 2015)
- « Oona et Salinger, Frédéric Beigbeder », sur lacauselitteraire.fr, 19 août 2014 (consulté le 11 novembre 2015)